# لودا نیمیژانکا
لودا نیمیژانکا (لهستانی: Loda Niemirzanka؛ ‏ ۲۳ نوامبر ۱۹۰۹ – ۱۴ اوت ۱۹۸۴) بازیگر و هنرمند رقص اهل لهستان بود.
از فیلم‌ها یا مجموعه‌های تلویزیونی که وی در آن‌ها نقش داشته است، می‌توان به شاهزاده وُویتسکا و رنا اشاره نمود.